# Saccoderma
Saccoderma – rodzaj słodkowodnych ryb z rodziny kąsaczowatych (Characidae). 

## Występowanie
Ameryka Południowa (Kolumbia, Wenezuela), w dorzeczu rzek Magdalena i Sinú.

## Klasyfikacja
Gatunki zaliczane do tego rodzaju:
- Saccoderma hastata
- Saccoderma melanostigma
- Saccoderma robusta

Gatunkiem typowym jest Saccoderma melanostigma.